# 7 Ochotniczy Pułk Piechoty Illinois (3 miesiące)
7 Ochotniczy Pułk Piechoty Illinois (3 miesiące) (ang. 7th Illinois Volunteer Infantry Regiment (3 Months)) – pułk piechoty amerykańskiej, wchodzący w czasie wojny secesyjnej w skład Armii Unii.
Sformowany 25 kwietnia 1861 w Camp Yates (Illinois), dowodził nim płk John Cook (późniejszy generał sił Unii).
Rozwiązany 25 lipca tego samego roku. Większość jego żołnierzy zasiliła 7 Ochotniczy Pułk Piechoty Illinois (3 lata).